# Хилурия
Хилурия — обозначает, собственно мочу, содержащую млечный сок. Этим именем названа болезнь, эндемичная в известных тропических странах, при которой главным и почти исключительным симптомом является молочный вид мочи. Х. наиболее распространена в Бразилии, на Антильских островах, в Индии, Египте,  Японии и т. д.; в Европе она наблюдалась у лиц, живших раньше в тропических странах. В детском и старческом возрасте эта болезнь не встречается. Происхождение болезни паразитарное. Сначала Вухерер нашел в моче хилуриков, а потом Левис — и в крови их, паразит, относящийся к группе нематод, который получил название «Filaria sanguinis hominis». Этот червь, длиной в 0,3 мм, окружен мешковидной оболочкой, в которой он может свободно двигаться; он представляет собой зародыш паразита, который в зрелом состоянии открыт в тропических странах впервые Банкрофтом в лимфатических нарывах, в опухолях лимфатических желез и который, вероятно, тождественен с встречающейся у собаки Filaria sanguinolenta. Самки зрелого паразита вдвое длиннее самцов; длина их равна 8 — 10 см, а ширина 0,3 мм. По наблюдениям Мансона, зародыши нитчатки находятся в крови самок москитов, куда они попадают при укушении ими больных Х. Беременные самки москитов кладут свои яйца у воды, здесь умирают и таким образом загрязняют воду зародышами filariae; из воды паразиты попадают в человека — через желудок ли при питье или через кожу при купанье, это еще неизвестно, — и таким образом идет распространение болезни. Тот же наблюдатель доказал, что зародыши находятся в крови больных только ночью, днем же их нет. Появление хилезной мочи объясняется таким образом, что паразиты закупоривают лимфатические сосуды, вызывают застой лимфы, выступление ее из сосудов и примешивание к моче в мочевых путях; в немногих случаях, дошедших до вскрытия, действительно было найдено сильное растяжение грудного протока и других лимфатических путей. В последнее время несомненно констатированы отдельные случаи непаразитарной Х. у лиц, никогда не покидавших Европы; общепринятое объяснение этим случаям еще не найдено. Продолжительность болезни весьма различная, от нескольких месяцев до многих лет, причем обыкновенно бывают промежутки, когда моча прозрачна. В большинстве случаев Х. пропадает, и болезнь кончается выздоровлением. Средство, которое могло бы уничтожить паразиты в организме человека, нам неизвестно, и потому лечение применяется только укрепляющее.